# Rudi Brunnenmeier
Rudolf « Rudi » Brunnenmeier, né le 11 février 1941 à Munich et mort le 20 avril 2003 à Olching, était un ancien joueur de football allemand.

## Carrière de joueur
L'attaquant commença sa carrière professionnelle au TSV Munich 1860 en 1960 et il y resta jusqu'en 1968. Avec 139 buts 207 matchs, il est jusqu'aujourd'hui une icône de l'équipe et le joueur le plus couronné de succès de tous les temps de l'équipe[non neutre]. Il était le meilleur buteur de la ligue dans laquelle son équipe jouait en 1961, en 1963 et finalement en 1965 au Championnat d'Allemagne de football où il marqua 24 buts durant la saison en 30 matchs. En 1964, il remporta avec son équipe la finale de la Coupe d'Allemagne de football en 1964 et le Championnat d'Allemagne de football en 1966. En 1964 et 1965, il joua cinq fois pour l'équipe d'Allemagne de football et marqua trois buts au total. 
Vers la fin de sa carrière au TSV Munich 1860, Brunnenmeier devint de plus en plus faible et ne marqua qu'un seul but en 12 matchs durant la saison 1967/1968. Il quitta donc l'Allemagne et joua pour l'équipe de Neuchâtel Xamax pendant quatre ans et le FC Zurich pendant un an avant d'aller en Autriche pendant quatre ans, où il joua pour le SC Schwarz-Weiß Bregenz, qui n'existe plus depuis 2005 à la suite du retrait d'une licence, causé par des problèmes financiers. En 1970, il termine deuxième au classement des buteurs avec 22 buts, derrière l'ancien joueur d'Aix-la-Chapelle Hans-Jürgen Ferdinand du FC Chiasso, qui marque deux fois plus. Brunnenmeier changea encore de pays en 1977 et alla au Liechtenstein, où il joua pour le FC Balzers jusqu'en 1980.
Après la fin de sa carrière, Brunnenmeier vivait beaucoup de problèmes sociaux et avait des problèmes d'alcool qui menaient à des problèmes financiers ce qui obligeait l'ancien joueur d'accepter des petits boulots dans des bars ou restaurants. Il était également pour de très courtes périodes l'entraineur de quelques équipes peu connues ou peu couronnées de succès en Allemagne comme le FC Garmisch-Partenkirchen ou encore Wacker Munich. 
Ses problèmes d'alcool menaient également à de graves maladies du joueur. Lorsque Brunnenmeier fut plus tard atteint d'un cancer, ses problèmes médicaux accumulés causèrent finalement sa mort en 2003. Son enterrement fut accompagné par l'entière équipe du TSV Munich 1860 de la saison 1965/1966, ainsi que par de nombreux fans et collègues internationaux.

## Carrière
- 1960-1968 :  TSV Munich 1860
- 1968-1972 :  Neuchâtel Xamax
- 1972-1973 :  FC Zurich
- 1973-1977 :  SW Bregenz
- 1977-1980 :  FC Balzers
- Allemagne de l'Ouest : 5 sélections / 3 buts (1964-1965)[1].

## Palmarès
- Champion d'Allemagne en 1966 avec le TSV Munich 1860
- Vainqueur de la Coupe d'Allemagne en 1964 avec le TSV Munich 1860
- Finaliste de la Coupe des coupes en 1965 avec le TSV Munich 1860
- Meilleur buteur du championnat d'Allemagne en 1965 avec 24 buts